# Jack Holborn
Jack Holborn est une mini-série allemande en six épisodes de 50 minutes, diffusée à partir du 25 décembre 1982 sur ZDF. Il s'agit d'une adaptation du roman de Leon Garfield (1964).
En France, la série a été diffusée sous la forme de douze épisodes de 26 minutes à partir du 21 décembre 1983 sur TF1, puis rediffusée à l'été 1986 sur TF1 (dans l'émission Croque Vacances) et en novembre - décembre 1988 sur Antenne 2.

## Synopsis
Bristol, 1800. Jack Holborn, un orphelin âgé de treize ans, n'a qu'un seul rêve : trouver un emploi sur un bateau afin d'éviter les foyers d'accueil. Embauché par le capitaine Sharingham, il prend la mer sur le Charming Molly et découvre l'aventure...

## Distribution
- Patrick Bach (VF : Jackie Berger) : Jack Holborn
- Matthias Habich (VF : Philippe Ogouz et Jean Berger) : Capitaine Sharingham / Juge Sharingham
- Monte Markham (VF : Jean Roche) : Trumpet
- Andreas Mannkopff : Vronsky
- Terence Cooper (de) (VF : Georges Atlas) : Morris
- Jeremy Stephens (VF : Raoul Delfosse) : Pobjoy
- Brian Flegg : Capitaine Cox
- Franz Blauensteiner (VF : François Leccia) : Taploe
- Heinz Wanitschek (VF : Edgar Givry): Clarke
- Dragan Lakovic : M. Arrow
- Ljiljama Krstic : Mme Arrow
- David Weatherley : le capitaine de port

## Épisodes
1. Le Bracelet de cuir
2. Passager clandestin
3. La Loi de la mer
4. Le Serment
5. L'Usurpateur
6. La Mutinerie
7. La Dame Blanche
8. En pays ennemi
9. Marchands d'esclaves
10. Le Prix de la liberté
11. Le Retour alias Le piège
12. La Page déchirée